# Gas (1981)
Gas is een Canadese komedie uit 1981, geregisseerd door Les Rose en geproduceerd door Claude Héroux. De hoofdrollen worden vertolkt door Susan Anspach, Howie Mandel en Sterling Hayden.

## Verhaal
Jane Beardsley is een journaliste die een onderzoek doet over een complot om de benzineprijs te laten stijgen. Dit zorgt ervoor dat er grote paniek ontstaat en mensen zich afvragen hoe ze nog benzine kunnen krijgen.

## Rolbezetting
| Acteur            | Personage        |
| ----------------- | ---------------- |
| Susan Anspach     | Jane Beardsley   |
| Howie Mandel      | Matt Lloyd       |
| Sterling Hayden   | Duke Stuyvesant  |
| Helen Shaver      | Rhonda           |
| Sandee Currie     | Sarah Marshal    |
| Peter Aykroyd     | Ed Marshal       |
| Keith Knight      | Ira              |
| Alf Humphreys     | Lou Picard       |
| Philip Akin       | Lincoln Jones    |
| Michael Hogan     | Guido Vespucci   |
| Paul Kelman       | Nino Vespucci    |
| Donald Sutherland | Nick the Noz     |
| Dustin Waln       | Earl Stuyvesant  |
| Vlasta Vrana      | Baron Stuyvesant |
| Harvey Chao       | Lee Kwan         |